# Якоб II Бернуллі
Якоб II Бернуллі (27 жовтня 1759, Базель — 26 липня 1789, Санкт-Петербург) — швейцарський вчений, механік, ординарний академік Санкт-Петербурзької академії наук (з 27 вересня 1787 року). Онук Йогана Бернуллі.
Якоб отримав юридичну освіту, але потім перейшов до фізики та математики. Після невдалої спроби зайняти кафедру фізики в Базелі, що звільнилася після смерті Даніеля Бернуллі у 1782 році, Якоб поїхав до Італії та вступив на дипломатичну службу. Одночасно займався дослідженнями в області математики та механіки й отримав деяку популярність в науковому середовищі Європи, був обраний членом Туринської академії наук.
У 1786 році за запрошенням М. І. Фусса Якоб переїхав до Росії. Одружився з онучкою Ейлера (молодшою донькою його сина Йоганна Альбрехта). Служив в Академії наук (ординарний академік з 1787 року) та у Кадетському корпусі. Загинув у віці 29 років в результаті нещасного випадку при купанні в Неві.
Якоб Бернуллі встиг опублікувати неабиякі роботи з різних питань механіки, теорії пружності, гідростатики балістики: обертальному руху тіла, закріпленого на розтяжній нитці, течії води в трубах, гідравлічним машинам. Вивів диференціальне рівняння коливання пластин.